# Søren Frank
Søren Frank (født 11. december 1962) er en dansk journalist, forfatter og madanmelder.
Søren Frank, der er opvokset i Holte, er uddannet journalist fra Danmarks Journalisthøjskole med praktik på Politiken.
Efter en kort periode som chefredaktør for Euroman 1994-1995 skrev han sin første madanmeldelse for Jyllands-Posten i 1995 og har siden 1996 været ansat på Berlingske. Her har han størstedelen har tiden været mad- og vinanmelder og redaktør på avisens indhold om mad og vin.
I 2009 var han vært på TV3-programmet Kokkekampen sammen med kokken Bo Bech.
Han er tidligere formand for og stifter af foreningen Danske Madanmeldere og blev i 2021 ridder af den franske orden Mérite Agricole.

## Kritiske sager
Søren Frank blev i 2011 afsløret i at have løjet i en anmeldelse, hvilket førte til en beklagelse fra Berlingskes chefredaktion. Han løj sin søn ældre, hvorved sønnen kunne få serveret øl til maden.
I 2024 vakte Søren Franks anmeldelser af en madoplevelse på Færøerne stor debat, idet han her fortalte, at han og selskabet spiste jomfruhummer, der blev kogt levende. Pilou Asbæk, der også deltog i middagen, valgte efterfølgende at beklage. Både han og Søren Frank blev politianmeldt for dyremishandling som følge af middagen.